# Estadio Municipal Antonio Fernandes
El Estadio Municipal Antonio Fernandes es un estadio de fútbol localizado en Guarujá, estado de São Paulo, Brasil. Es administrado por la alcaldía local de Guaruja. Allí juega sus partidos como local el AD Guarujá, club del Campeonato Paulista de segunda división.
El estadio fue una de las dos sedes de la Copa Libertadores Femenina 2009.